# Jolien Stijnen
Jolien Stijnen is een personage in de VTM-televisieserie Familie. Het personage werd gespeeld door Véronique De Kock.

## Overzicht
Jolien volgt Manou Van Steen op als secretaresse in het familiebedrijf van de Van den Bossches. Ze kan het meteen goed vinden met haar collega Babette Van Tichelen.
De nieuwe secretaresse is een knappe verschijning en dat zal ook Jan Van den Bossche geweten hebben. Hij beleeft een avontuurtje met haar, waarna hij door zijn echtgenote Nele Van Winckel aan de deur wordt gezet. Jan wil het weer goedmaken met Nele, maar Jolien geeft zich niet gewonnen en blijft ruzie stoken tussen de twee. Later wordt Jolien verliefd op Peter Van den Bossche, maar hij blijkt niet in haar geïnteresseerd.
Na de dood van Babette krijgt Jolien een nieuwe collega: Tine Huysmans. Met haar komt ze veel minder goed overeen. Samen met de liefdesperikelen rond Jan en Peter zorgt dit ervoor dat Jolien zich steeds minder gaat thuis voelen binnen de omgeving van de Van den Bossches. Uiteindelijk geeft ze haar ontslag. Ze wordt in het bedrijf opgevolgd door Brenda Vermeir.

## Trivia
- Véronique De Kock verliet op eigen vraag de soap om zich tijdelijk meer op presentatie- en modellenwerk te kunnen gaan richten. Oorspronkelijk was het de bedoeling dat haar personage na een korte onderbreking weer zou terugkeren, maar dit gebeurde uiteindelijk niet.